# Regioslot
Een regioslot of regiocodering is een digitale techniek om het gebruik van een product of dienst, zoals multimedia of een hardware-apparaat, in een specifieke regio te beperken.

## Uitleg
Een regioslot kan plaatsvinden via:
- fysieke beperkingen, zoals een aangepaste vorm van het product
- technologische middelen, zoals het detecteren van het IP-adres (en hiermee de locatie van de gebruiker)
- onbedoelde middelen, waarbij apparaten alleen bepaalde regionale technologie ondersteunen (bijvoorbeeld: PAL en NTSC)

Een regioslot kan worden ingevoerd om verschillende redenen, zoals
- een gecontroleerde wereldwijde distributie van een product
- het voorkomen van grijze markt-import door het toepassen van prijsdiscriminatie
- het beperken van specifieke content voor gebruikers in hun eigen regio vanwege rechtenkwesties
- of omdat een distributeur onvoldoende rechten heeft om materiaal uit te mogen geven in een bepaalde regio

## Spelcomputers

### Nintendo
Nintendo was de eerste fabrikant die in 1983 een regioslot introduceerde in zijn spelcomputers. Spellen voor de Nintendo Entertainment System (NES) waren zowel fysiek als technologisch vergrendeld. Het ontwerp van de Japanse spelcartridge had een andere vorm dan die voor overige markten, maakte gebruik van een afwijkende aansluiting, en had een ingebouwde authenticatie-chip.
De later uitgebrachte Super Nintendo Entertainment System (SNES) en Nintendo 64 (N64) maken gebruik van een soortgelijke beperking. De GameCube, de Wii, en de Wii U hebben eveneens een regioslot, en zijn onderverdeeld in vier regio's; PAL, NTSC-J, NTSC-U, en NTSC-K.

### Sega
Sega maakte in 1988 bij de Mega Drive gebruik van fysieke beperkingen. Japanse spelcartridges hebben een afwijkende vorm dan Europese of Amerikaanse, en de Japanse Mega Drive gebruikt een plastic schuif, waardoor het niet mogelijk is om andere spelcartridges aan te sluiten.
In het tweede model Mega Drive werd gebruik gemaakt van een software-gebaseerde regiocodering die een waarschuwing toont en het spel blokkeert. Ondanks dat de spelcomputer zelf was voorzien van een regioslot, zijn de meeste spellen regiovrij, en konden daarom in elke regio worden gespeeld.
In latere schijfgebaseerde spelcomputers van Sega, zoals de Mega-CD, Saturn, en Dreamcast, werd eveneens een regioslot toegepast.

### Sony
De PlayStation en PlayStation 2 van Sony zijn beide voorzien van een regioslot. De later uitgebrachte PlayStation 3 en PlayStation 4 hebben deze beperking niet.
Hoewel de PlayStation Portable geen regioslot toepast voor UMD-spellen, zijn films op UMD-schijf wel gebonden aan een specifieke regio.

## Opslagmedia

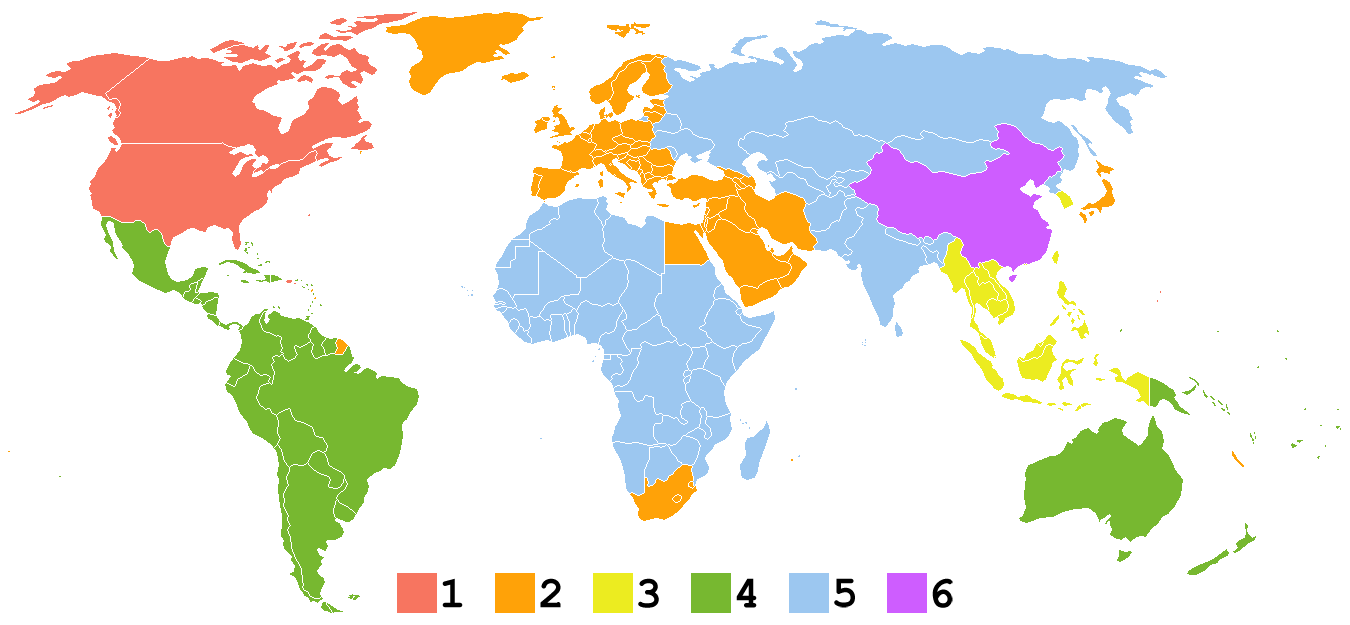
Regiocodes van dvd.

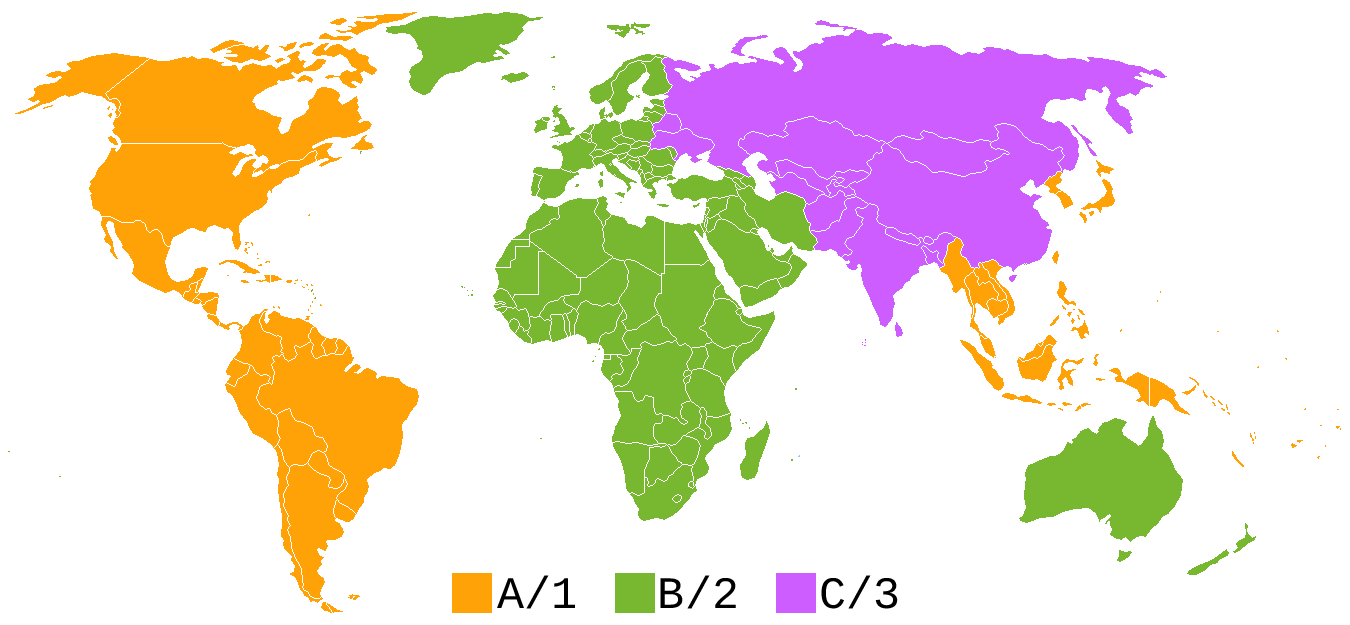
Regiocodes van Blu-ray.

Opslagmedia, zoals dvd en Blu-ray maken gebruik van regiocodering. Hiermee wordt voorkomen dat opgeslagen films wereldwijd worden afgespeeld.
Dvd maakt gebruik van acht regio's, waarbij regio 7 is gereserveerd, en regio 8 wordt gebruikt voor internationale plaatsen, zoals vliegvelden en schepen. Bij dvd-video is de implementatie van regionale codes niet vrijblijvend, maar de fabrikant heeft de mogelijkheid om een dvd vrij te geven voor gebruik in meerdere of alle regio's. Regiovrij bestaat in deze zin niet, maar wordt vaak aangeduid als "af te spelen in alle regio's".
Blu-ray maakt gebruik van drie regio's die corresponderen met een bepaald gebied op aarde. De meeste huidige Blu-ray-schijven zijn regiovrij. In tegenstelling tot dvd, worden Blu-ray-regio's gecontroleerd door de afspeelsoftware, niet door de computer of speler zelf. De regiocode wordt hierbij opgeslagen in een bestand. Een nieuwe vorm van Blu-ray regiocodering kijkt ook naar de landcode. Media in dezelfde regio, maar uit een ander land, kan hierdoor worden geblokkeerd voor weergave.

## Websites
Op het internet wordt voornamelijk geolocatie gebruikt voor het beheer van online media. Hiermee kan worden afgeleid uit welk land de bezoeker komt, en alleen media worden afgespeeld waarvoor een licentie beschikbaar is voor dat land.
Internet-filmverkopers en online uitzenders van live streaming video van sportevenementen zijn aan regionale licenties gebonden. Door geolocatie te gebruiken zijn zij er zeker van dat er aan de licentie wordt voldaan. Een voorbeeld waarbij dit wordt toegepast zijn de videosites YouTube en Netflix.

## Printers
Ook diverse printerfabrikanten passen een regioslot toe, waarbij een printer of inktpatroon alleen gebruikt kan worden in een bepaald land. Hewlett-Packard begon met het toepassen van regio's vanaf 2004.